# Windows Server 2003
Windows Server 2003 là hệ điều hành dành cho máy chủ được sản xuất bởi Microsoft, được giới thiệu vào ngày 24 tháng 4 năm 2003. Phiên bản cập nhật là Windows Server 2003 R2 được phát hành ngày 6 tháng 12 năm 2005. Hệ điều hành tiếp theo phiên bản này là Windows Server 2008, phát hành vào 04 tháng 2 năm 2008.
Theo Microsoft thì Windows Server 2003 có nhiều tính năng hơn so với hệ điều hành Windows 2000 trước đó.
Các hoạt động hỗ trợ cho Windows Server 2003 đã ngừng sau ngày 15/7/2015.
Người dùng và một số doanh nghiệp hiện vẫn dùng Windows Server 2003, đến nay gặp một loạt sự cố về hoạt động và nguy cơ bảo mật.
Theo công ty Insight Enterprises, hiện có khoảng 39% máy chủ chạy Microsoft Server đang chạy phiên bản 2003, tương đương với khoảng 24 triệu máy chủ, riêng ở Mỹ chiếm vào khoảng 9,4 triệu máy chủ. Nhiều máy chủ còn chạy cả phiên bản SQL Server hoặc các ứng dụng cơ sở dữ liệu cũ (Microsoft cũng đang có kế hoạch ngưng hỗ trợ SQL Server 2005 vào năm 2016).